# Voltaj
Voltaj (dt.: Spannung) ist eine rumänische Pop-Rock-Band, die seit 1982 besteht. Sie vertrat Rumänien beim Eurovision Song Contest 2015 in Wien.

## Geschichte
Voltaj wurde bereits 1982 gegründet, veröffentlichte aber erst 1996 das erste Album. Sie wurden als „Best Romanian Act“ bei den MTV Europe Music Awards 2005 ausgezeichnet.

## Diskografie
- Arc peste timp (Bogen durch die Zeit)
- Zi de zi (Tag für Tag)
- Voi fi nou al tău (Ich werde Dein sein)
- În calea norilor (Durch die Wolken)
- Tu, doar tu (Du, nur Du)
- Alerg (Ich renne)
- 1996: Pericol (Gefahr) (Roton)
- 1999: Asta-i viața (So ist das Leben) – Maxi-Single (Roton)
- 1999: Risk Maxim 2 (Roton)
- 2000: Bungee (Roton)
- 2001: 3D (Cat Music)
- 2002: ...Tu (Du) – Maxi-Single (Cat Music)
- 2002: 424 (Cat Music)
- 2002: Scrisoare (Brief) – Maxi-Single (Cat Music)
- 2003: Noapte bună  (Gute Nacht) – Maxi-Single (Cat Music)
- 2003: Best of – Kompilation (Cat Music)
- 2004: Povestea oricui (Jedermanns Geschichte) (Cat Music)
- 2005: Integrala Voltaj (Voll Voltaj) – Kompilation inkl. Voltaj’s Buch (Cat Music)
- 2006: Revelator (Enthüllung) (Cat Music)
- 2008: V8 (Cat Music)
- 2012: Da vina pe voltaj (Voltaj ist schuld) (Cat Music)
- 2015: De la capăt (ESC-Beitrag)